# 约瑟夫·博胡斯拉夫·费尔斯特
约瑟夫·博胡斯拉夫·费尔斯特（捷克語：Josef Bohuslav Foerster，1859年12月30日—1951年5月29日），捷克作曲家，音乐评论家。

## 生平
- 出生于布拉格，早年就学于布拉格音乐学院。毕业后曾担任乐评家，并成为马勒的好友。[1]
- 1893年，与捷克女高音歌手Berta Foersterová结婚，与妻子搬到汉堡国家剧院任职工作。
- 1901年，任职汉堡音乐学院教授。
- 1903年前往维也纳担任教授工作的同时还在进行着音乐评论活动。
- 1918年回到捷克。
- 1922年-1931年回到母校布拉格音乐学院任职教授。
- 1933年升任至布拉格音乐学院院长职务。
- 1946年被晋升为“人民艺术家”。
- 1942年-1947年，著作2卷自传，并于1949年出版。

费尔斯特寿命很长，是一位多产作曲家，在各种体裁上都有建树。他的作品常带有丰富的个人情感，有时显出神秘倾向。在音乐风格上，很少民族主义色彩，接近德奥传统。他的绝大部分作品目前已很少演奏。